# Rørdam
Rördam är en gammal dansk släkt, vars stamtavla sträcker sig till 1500-talet, även om de fyra äldsta leden på 1500- och 1600-talen hette Brun. Släktens manliga medlemmar har nästan alla i äldre tider varit präster, de kvinnliga hustrur åt präster.

## Kända medlemmar
- Hans Christian Rørdam
- Peter Rørdam
- Holger Frederik Rørdam
- Thomas Skat Rørdam
- Thomas Ludvig Rørdam
- Hans Kristian Rørdam
- Kristian Rørdam
- Valdemar Rørdam